# Araeolaimida
Araeolaimida zijn een orde van rondwormen (Nematoda).

## Taxonomie
De volgende taxa worden bij de orde ingedeeld:
- Superfamilie Axonolaimoidea Filipjev, 1918
  - Familie Araeolaimidae De Coninck, 1965
  - Familie Axonolaimidae Filipjev, 1918
  - Familie Bodonematidae Jensen, 1991
  - Familie Comesomatidae Filipjev, 1918
  - Familie Coninckiidae Lorenzen, 1981
  - Familie Diplopeltidae Filipjev, 1918
    - Geslacht Intasia Tchesunov & Miljutina, 2008
      - Intasia amblynema (Bussau, 1993)
        - = Southerniella amblynema Bussau, 1993

      - Intasia lympha (Bussau, 1993)
        - = Southerniella lympha Bussau, 1993

      - Intasia monohystera Tchesunov & Miljutina, 2008
      - Intasia nojii Jensen, 1991)
        - = Southerniella nojii (Jensen, 1991

    - Geslacht Mudwigglus Leduc, 2013
      - Mudwigglus macramphidum Leduc, 2013
      - Mudwigglus nellyae (Vincx & Gourbault, 1992)
        - = Diplopeltula nellyae Vincx & Gourbault, 1992

      - Mudwigglus patumuka Leduc, 2013
      - Mudwigglus plebeius Leduc, 2013

    - Onderfamilie Cylindrolaiminae
      - Geslacht Cylindrolaimus de Man, 1880
        - Cylindrolaimus africanus Siddiqi, 2004
        - Cylindrolaimus annulatus Siddiqi, 2004
        - Cylindrolaimus bambus Andrássy, 1968
        - Cylindrolaimus baradlanus Andrassy, 1959
        - Cylindrolaimus brachystoma Hofmänner, 1914
        - Cylindrolaimus brevicaudatus Siddiqi, 2004
        - Cylindrolaimus collaris Siddiqi, 2004
        - Cylindrolaimus communis de Man, 1880
        - Cylindrolaimus filicaudatus Allgén, 1933
        - Cylindrolaimus longitubus Siddiqi, 2004
        - Cylindrolaimus melancholicus de Man, 1880
        - Cylindrolaimus mexicanus Siddiqi, 2004
        - Cylindrolaimus monhystera Schneider, 1937
        - Cylindrolaimus nabiale Siddiqi, 2004
        - Cylindrolaimus nanus Siddiqi, 2004
        - Cylindrolaimus neotropicus Siddiqi, 2004
        - Cylindrolaimus obtusus Cobb, 1916
        - Cylindrolaimus procerus Andrássy, 1968
        - Cylindrolaimus scleris Siddiqi, 2004

    - Onderfamilie Diplopeltinae Filipjev, 1918
      - Geslacht Araeolaimus de Man, 1888
        - = Coinonema Cobb, 1920
        - = Parachromagaster Allgen, 1929
        - Araeolaimus australis Allgén, 1959
        - Araeolaimus bioculatus (de Man, 1876)
        - Araeolaimus boomerangifer Wieser, 1959
        - Araeolaimus cobbi (Steiner, 1916)
        - Araeolaimus demani (Schuurmans Stekhoven, 1950)
        - Araeolaimus dubiosus Allgén, 1959
        - Araeolaimus dubius
        - Araeolaimus elegans de Man, 1888
          - = Araeolaimus ditlevseni Allgén, 1932
          - = Araeolaimus dolichoposthius Ssaweljev, 1912
          - = Araeolaimus punctatus (Cobb, 1920)
          - = Araeolaimus spectabilis Ditlevsen, 1921

        - Araeolaimus filipjevi Schuurmans Stekhoven & Adam, 1931
        - Araeolaimus gajevskii Paramonov, 1929
        - Araeolaimus gisleni Wieser, 1956
        - Araeolaimus ingoyensis Allgén, 1940
        - Araeolaimus laqueifer Wieser, 1956
        - Araeolaimus leptopharynx
        - Araeolaimus longicauda Allgén, 1929
          - = Araeolaimus conicaudatus Allgén, 1959

        - Araeolaimus longisetosus Wieser, 1954
        - Araeolaimus macrocirculus Kreis, 1928
        - Araeolaimus mediterraneus (de Man, 1876)
        - Araeolaimus microphthalmus (de Man, 1893)
          - = Araeolaimus microphtalmus

        - Araeolaimus obtusicaudatus Allgén, 1959
        - Araeolaimus ovalis
        - Araeolaimus oxystomaeoides
        - Araeolaimus paracylindricauda Allgén, 1959
        - Araeolaimus paradubiosus Allgén, 1959
        - Araeolaimus parvibulbosus Platonova, 1971
        - Araeolaimus paucisetosus (Wieser, 1951)
          - = Araeolaimoides paucisetosus Wieser, 1951[2]

        - Araeolaimus penelope Moore, 1977
        - Araeolaimus ponticus Filipjev, 1922
        - Araeolaimus propinquus Allgén, 1947
        - Araeolaimus retroductus Wieser, 1956
        - Araeolaimus septentrionalis Kreis, 1963
        - Araeolaimus steineri Filipjev, 1922
        - Araeolaimus supralitoralis Wieser, 1960
        - Araeolaimus tchupensis
        - Araeolaimus tenuicauda
        - Araeolaimus tenuicaudatus Allgén, 1959
        - Araeolaimus texianus
        - Araeolaimus zosterae (Filipjev, 1918)

      - Geslacht Campylaimus Cobb, 1920
      - Geslacht Diplopeltis Cobb, 1905
        - = Dipeltis Cobb, 1891
        - = Discophora Villot, 1875

      - Geslacht Diplopeltula Gerlach, 1950
      - Geslacht Metaraeolaimoides De Coninck, 1936
      - Geslacht Morlaixia Vincx & Gourbault, 1988
      - Geslacht Pararaeolaimus Timm, 1961
      - Geslacht Pseudaraeolaimus Chitwood, 1951
      - Geslacht Southerniella Allgén, 1932
      - Geslacht Striatodora Timm, 1961
- Superfamilie Cylindrolaimidae
- Superfamilie Haliplectoidea
  - Familie Rhabdolaimidae